# 杨梅叶蚊母树
杨梅叶蚊母树（学名：Distylium myricoides），或称杨梅蚊母树，又名萍柴，主要分布于中国长江以南地区如浙江、江西、福建、湖南等地。

## 形态
杨梅叶蚊母树是常绿灌木或小乔木。叶革质，矩圆形或倒披针形，长5-11 公分，宽2-4 公分。叶柄长5-8 毫米。总状花序腋生，长1-3 公分。蒴果卵圆形，长1-1.2 公分。种子长6-7 毫米，褐色有光泽。

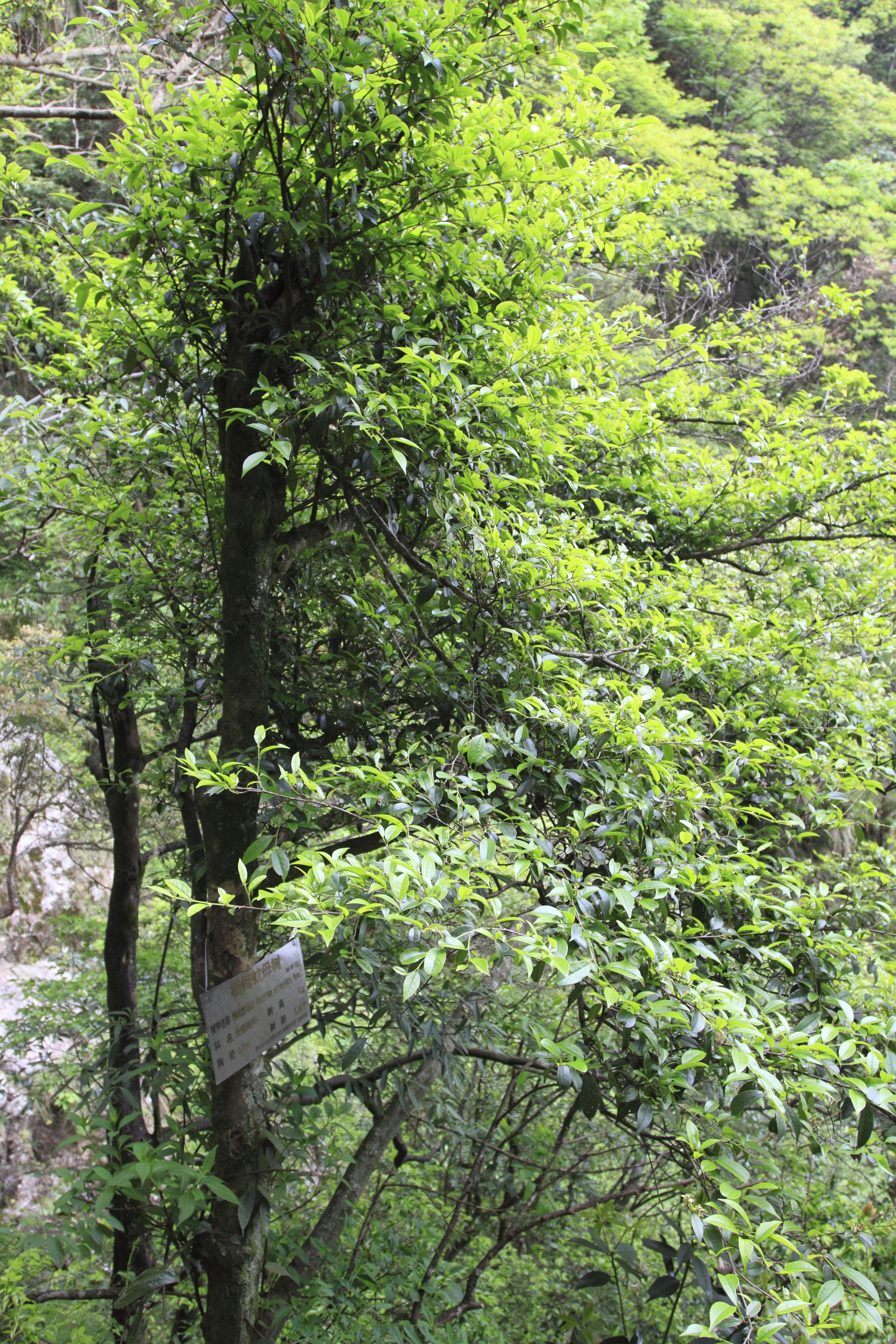
摄于江西武功山海拔约1440米处
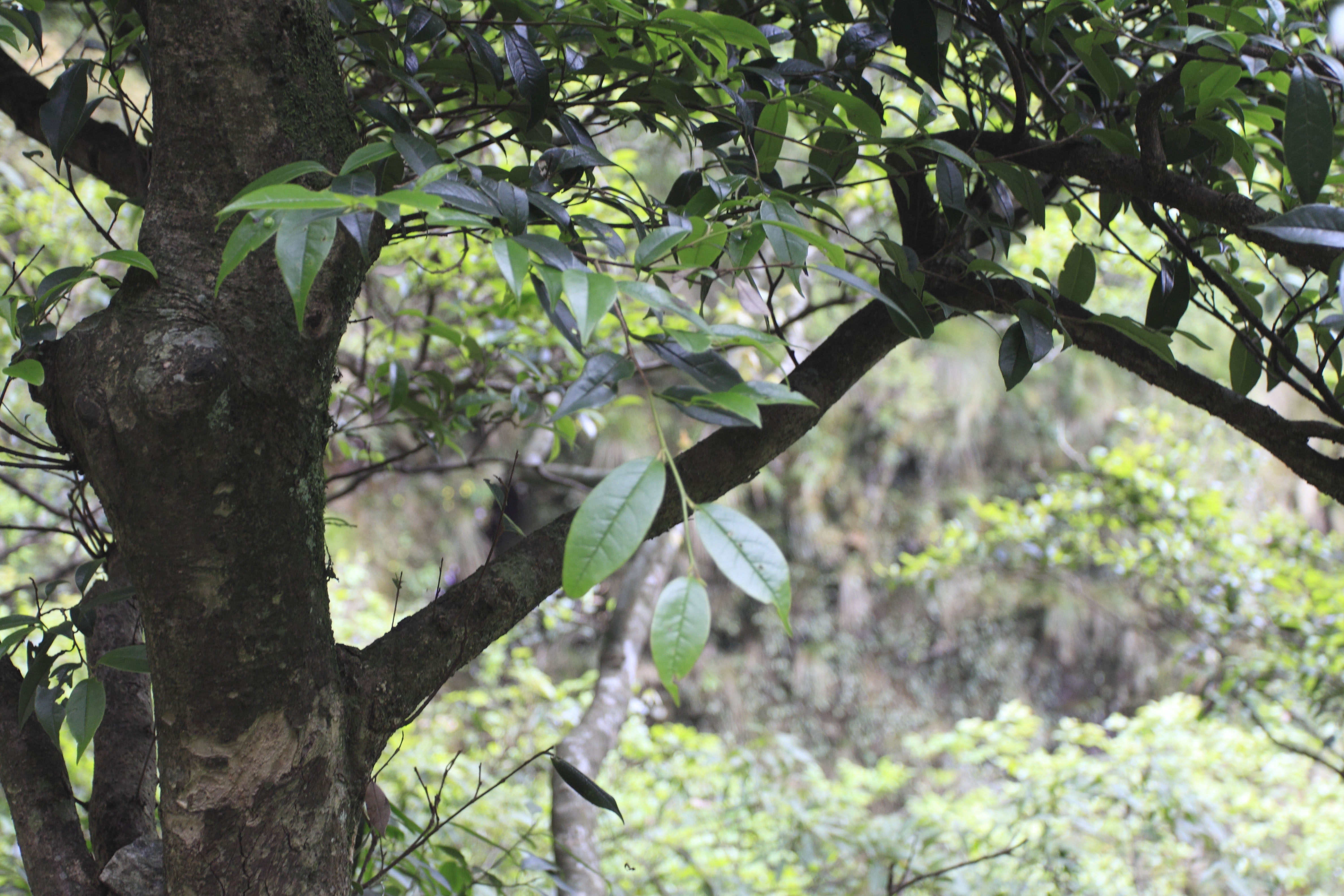